# Шанель, Элен
Элен Шанель (фр. Hélène Chanel, урожд. Hélène Stoliaroff, род. 12 июня 1941, Довиль, Франция) — французская актриса русского происхождения. Кинокарьера пришлась на 1960-е годы, когда она снималась в различных европейских фильмах совместного производства: пеплумах, шпионских триллерах, спагетти-вестернах. В титрах указана под разными именами: Hélène Chancel, Helen Chanel, Sherill Mogan, Sherill Morgan, Sheryll Morgan, Helen Stoliaroff и Hélène Stoliaroff. Есть сестра — Николь Столярофф.

## Биография
Бывшая модель, Элен пришла в кино в 1959 году исполнив роль в фильме Les dragueur, где её партнёром был Уго Тоньяцци. Русскую фамилию Столярофф она хотела сменить на «Chancel», но итальянский рекламный агент допустил ошибку, и с тех пор она «Chanel».

## Избранная фильмография
- Олимпийские игры мужей  (1960)
- Мой друг Джекилл (1960)
- Мацист в суде великого хана (1961)
- Монахиня из Монца (1962)
- Пять моряков для ста девушек (1962)
- Подвиги Геракла: Битва в аду
- Зелёный флаг Аллаха
- Непобедимый всадник в маске (1963)
- Two Mafiamen in the Far West (1964)
- Мацист и дочери долины (1964)
- Правитель пустыни (1964)
- Покоритель Атлантиды (1965)
- Ночи насилия (1965)
- Operation Counterspy (1965)
- Ring Around the World (1966)
- Архидьявол (1966)
- Приятные ночи (1966)
- Чаманго (1967)
- Nel sole (Под солнцем) (1967)
- Смерть скачет в одиночку (1967)
- Место в аду (1969)
- Блондин – приманка для убийцы (1969)
- Семеро и мозг (1968)
- Закон бандитов (1969)
- Девушка священника (1970)
- Бокаччо (1972)
- Грязно-синие губы (1975)
- Грубость (1975)
- Жена-любовница (1977)